# Kemal Pekser
Kemal Pekser (* 10. Januar 1981 in Ayvalik, Türkei) ist ein türkischer Schauspieler. 
Bekannt wurde Pekser durch die Serie „Küçük Kadinlar“. Dort spielte er bis zur Folge 40 die Rolle des „Timucin“. Zuerst nahm er an einer Sendung namens „Survivor“ teil, bei der die Kandidaten auf einer Insel überleben sollten. Danach wurde er Moderator bei S'nek Tv und hatte Auftritte in diversen Werbefilmen, u. a. für Avea, Vodafone, Ülker und Kinetix. Im Juli 2009 endeten die Dreharbeiten zum aktuellen Kinofilm „Süpürrr“.

## Filmografie
Als Schauspieler spielte er in folgenden Serien mit:
- 2006: Candan Öte als Tunç
- 2006: Karagümrük Yaniyor als Teoman
- 2006: 29-30 als Erman
- 2007: Kartallar Yüksek Uçar als Mehmet
- 2007: Eksik Etek als Yusuf
- 2008: Küçük Kadinlar als Timuçin